# حمید طاعتی
حمدالله «حمید» طاعتی (زادهٔ ۱۳۲۳، اردبیل) بازیگر سینما و تئانر ایرانی است. وی فعالیت در تئاتر را از سال ۱۳۴۰، سینما را از سال ۱۳۴۹ (با فیلم تجاوز) و تلویزیون را از سال ۱۳۵۲ با مجموعه تلویزیونی «دلیران تنگستان» (کاری از «همایون شهنواز») تجربه کرد. وی هم‌اکنون به‌دور از جنجال‌های هنری، در ایالات متحده آمریکا زندگی می‌کند.
در سال ۱۳۹۳ حمید طاعتی به مدت یک ماه به دلیل ابتلا به مشکل وخیم ریوی در بخش سی سی یوی بیمارستان بستری شد.

## گزیدهٔ آثار

### تئاتر
- اسکوریال
- باران ساز
- بازرس
- پرواربندان
- کلمب
- گمشدگان
- همه پسران

### سینما
- عاشقانه (۱۳۷۴)
- روز شیطان (۱۳۷۳)
- اوینار (۱۳۷۰)
- گمشدگان (۱۳۶۶)
- محموله (۱۳۶۶)
- اتوبوس (۱۳۶۴)
- ریشه در خون (۱۳۶۳)
- ستاره دنباله‌دار (۱۳۶۴)
- هجرت (۱۳۵۷)
- سفر سنگ (۱۳۵۶)
- شطرنج باد (۱۳۵۵)
- غریبه و مه (۱۳۵۳)
- تجاوز (۱۳۴۹)

### تلویزیون
| سال  | نام                     | سمت    | کارگردان                                   | توضیحات |
| ---- | ----------------------- | ------ | ------------------------------------------ | --- |
| ۱۳۸۲ | هنگامه                  | بازیگر | مجید جوانمرد                               | شبکه ۱ برنامه خانواده                                                                                            |
| ۱۳۷۹ | غریبه                   | بازیگر | جواد اردکانی                               | شبکه ۳ |
| ۱۳۷۹ | خانهٔ متروک              | بازیگر | اسماعیل فلاح‌پور                            | تله فیلم |
| ۱۳۷۹ | به او بگوئید دوستش دارم | بازیگر | حمید تمجیدی                                | شبکه ۳ |
| ۱۳۷۷ | تصویر یک رؤیا           | بازیگر | احمد امینی                                 | شبکه ۱ |
| ۱۳۷۲ | آپارتمان                | بازیگر | اصغر هاشمی                                 | شبکه ۱ |
| ۱۳۷۱ | پنچری                   | بازیگر | هرمز هدایت                                 | شبکه ۲ |
| ۱۳۶۳ | «مرگ دستفروش»           | بازیگر | اکبر زنجانپور                              | تله تئاتر کارگردان تلویزیونی: «علی‌اصغر اوجانی» نویسنده: «آرتور میلر»                                             |
| ۱۳۵۷ | افسانه‌های کهن ایرانی    | بازیگر | مروا نبیلی باربد طاهری ملک‌جهان خزاعی       | |
| ۱۳۵۵ | مرد اول                 | بازیگر | پرویز کاردان                               | |
| ۱۳۵۳ | سمک عیار                | بازیگر | محمدرضا اصلانی باربد طاهری واروژ کریم‌مسیحی | |
| ۱۳۵۳ | «میرنصیر و غول نگون‌بخت» | بازیگر | بهنام جعفری                                | تله فیلم |
| ۱۳۵۲ | دلیران تنگستان          | بازیگر | همایون شهنواز                              | در نقش «سیدمهدی طباطبایی» این سریال در چهارده قسمت و در طول دو سال ساخته شد و اولین بار در اسفند ۱۳۵۳ پخش گردید. |